# Cho Yong-hyung
Cho Yong-hyung (hangul: 조용형), född 3 november 1983 i Incheon, Sydkorea, är en sydkoreansk fotbollsspelare. Han har representerat Sydkoreas landslag.